# موعد مع إبليس (فلم)
موعد مع ابليس فيلم مصري بطولة زكي رستم، محمود المليجي، منير مراد، عبد المنعم ابراهيم وإنتاج جلال البنداري سنة 1955.

## ملخص الفيلم
تدور أحداث الفيلم حول طبيب يعيش في مدينة القاهرة، وكان يعاني من ضيق ذات اليد وقلة الإيراد الذي يدخل لعيادته الخاصة، وفي يوم من الأيام، يقابل الطبيب رجلًا يدعى نبيل، والذي ما هو إلا الشيطان نفسه، يقوم بعقد صفقة معه يساعده من خلالها في معرفة الأمراض التي يعاني منها مرضاه، وينال الطبيب على إثر ذلك شهرة واسعة ويصير ميسور الحال، ولكن تنقلب الأمور فيما بعد بما لا يسر.

## طاقم العمل
- زكي رستم
- محمود المليجي
- منير مراد
- كريمان
- وداد حمدي
- عبد المنعم إبراهيم
- عبد الغني النجدي
- محمد شوقي
- سليمان الجندي